# Сислюмадюр
Сислюмадюр (ісл. Sýslumaður, множ. Sýslumenn, давньоскан. Sýslumaðr) — посада або звання в Ісландії та на Фарерських островах. В Ісландії виникла при завоюванні Норвегією в 1262—1264 роках. Аналогічна посада вже існувала в Норвегії, і в сучасній норвезькій мові називається sysselmann.
Слово часто перекладають як шериф чи магістрат.
Сислюмад отримував феод, званий сисла, у якому він відповідав за збирання мит, податків і пені, дотримання законів і оборону. Він також проводив суди та призначав присяжних.

## Сислюманни в Ісландії
Сислюманни традиційно мали велику військову дружину, але від цієї практики здебільшого відмовилися після 1550 року, коли король Данії послав до Ісландії армію, яка роззброїла більшу частину Ісландії задля унеможливлення повстання.
Коли після Другої світової війни американські військові надавали допомогу ісландській поліції, то сислюманни проводили інструктаж про методи порятунку на морі, керували ними та організували на регулярній основі. Також вони проводили навчання у місцевих школах. Ці обов'язки були узгоджені з Ісландською береговою охороною та пошуково-рятувальним відділенням збройних сил у 1990-х роках.
До 2014 року в Ісландії було 24 сислюманни, яким було доручено керувати у своїх сислах поліцією, збирати податки, укладати шлюби та видавати різні дозволи й паспорти.
Організаційні зміни в поліції Ісландії після 2014 року дещо змінили набір завдань, покладених на різних сислюмадюрів та скоротили їх кількість до 9. Так, сислюмадюр Судурнесу забезпечує додаткові неполіцейські сили безпеки аеропорту Кеплавік, а сислюмадур Коупавогюра відповідає за видачу всіх ісландських паспортів та прав водія.

## Сислюмадури на Фарерських островах
Сислюмадюр — також посада або звання на Фарерських островах. Спочатку[коли?] було шість сислюмадюрів, по одному на кожну сислу. Однак після поліцейської реформи на Фарерах (які є данським володінням) залишилося всього чотири сислюмадюри і три поліцейські округи: Північний, що складається з північних островів і Естуроя, Середній, що складається з Стреймоя, Сандоя, Воара і малих островів Мічинеса, Гестура, Кольтура,Ноульсоя, Скувоя і Стоура-Дуймуна, і Південний, що складається з Сувуроя і Луйтла-Дуймуна. Данська поліція хотіла відмовитися від використання терміна «сислюмадюр», але це виявилося не просто, оскільки сислюмадюри виконували завдання не тільки поліції, а й Фарерського уряду, суддів та данських верховних комісіонерів.
Одне із завдань сислюмадюрів на Фарерських островах полягає в тому, щоб вирішити, чи помічене стадо гринд має бути вбито чи ні, і якщо так, то в яку бухту їх потрібно для цього зігнати. Це рішення приймають спільно з grindaformenn (начальник полювання на гринд).
Нині[коли?] на Фарерських островах сислюмадюри належать до поліцейських.